# بخش نصیرآباد

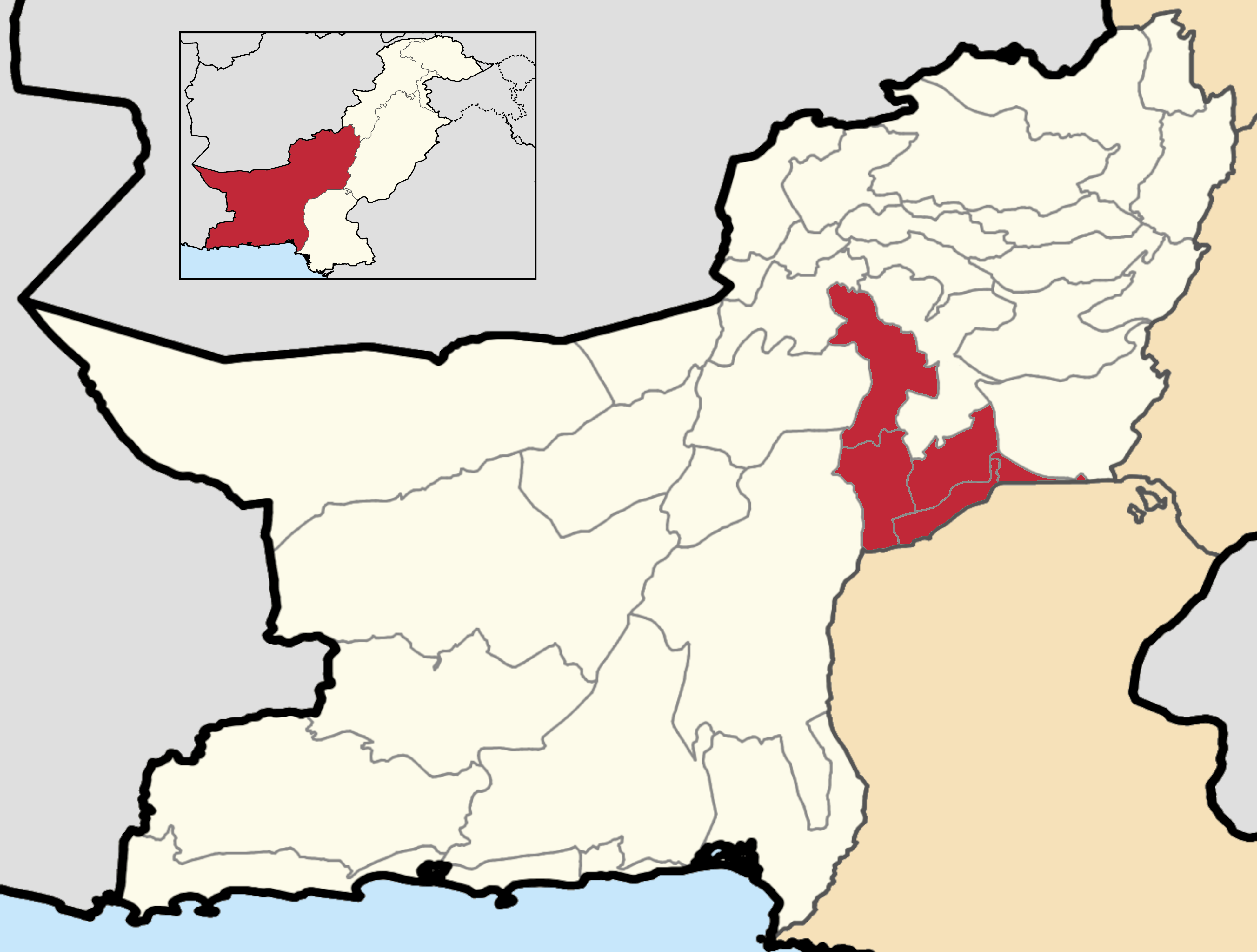
نمایی از نقشهٔ بخش نصیرآباد در ایالت بلوچستان، پاکستان - ۲۰۲۰

بخش نصیرآباد (انگلیسی: Nasirabad Division) یکی از بخش‌های پاکستان در ایالت بلوچستان بود که در اصلاحات انجام‌گرفته در سال ۲۰۰۰ ساختار بخش در پاکستان حذف گردید. اما در سال ۲۰۰۸ مجدداً بازگردانده شد. ناحیه‌های آن عبارت بودند از:
- ناحیه کچهی
- ناحیه جعفرآباد
- ناحیه جهل مگسی
- ناحیه نصیرآباد
- ناحیه صحبت‌پور